# PSB Industries
PSB Industries, anciennement Pierre synthétique Baikowski, est une société spécialisée dans l'emballage et la chimie de spécialités. Elle a été cotée à la bourse de Paris.

## Histoire
À l'origine, la famille Baikowski, originaire de Paris, spécialisée dans la chimie minérale fine depuis 1904, installe leur industrie à Annecy, puis dans la banlieue annécienne. La société fait son entrée en bourse en 1955. Il s'ensuit la mise en place d'une politique de croissance par acquisition dans de nouveaux métiers. En 1989, PSB Industries fait l'acquisition de CGL Thermoformage et de CEICA gateau (filiale du groupe Texen). En 1991, la présidence passe entre les mains de l'ancien banquier Jean-Baptiste Bosson, fils de Charles Bosson. L'entreprise Pierre synthétique Baikowski devient alors PSB Industries. Le groupe se concentre alors sur ses métiers de niche dans lesquels il mène une politique de croissance interne et d'acquisitions.
En 1993, le groupe acquiert CMSI (Texen), une société spécialisée dans l'injection de pièces plastiques pour les marchés du luxe et de la beauté, et l'année suivante, SR2P (Texen). En 1996, Texen s'implante au Mexique avec la création de CEICA Mexicos. En 1997, Le groupe fait l'acquisition de ROSE, une société spécialisée dans l'injection de pièces plastiques pour la cosmétique.
En 2001, deux nouvelles acquisitions avec Plastiques de l'Avor, renommé CGL Pack Lorient (thermoformage sur-mesure d'emballages agroalimentaires), et de Mayet, qui renforce le pôle TEXEN sur le marché du luxe et de la beauté. Baikowski s'implante aux États-Unis par l'acquisition de Baikowski Malakoff Inc. En 2008, Texen s'implante aux États-Unis avec l'acquisition de Mar-Lee. En 2010, Baikowski s'installe en Corée.
Jean-Baptiste Bosson quitte l'entreprise en 2012 au profit d'Olivier Salaun puis de François-Xavier Entremont en 2017[réf. souhaitée].
Le pôle Texen est renforcé en 2014 par l'acquisition de C+N Packaging, société dont les implantations industrielles se trouvent aux États-Unis et en Pologne[réf. souhaitée].
Plastibell, spécialisée dans l'injection de pièces plastiques pour les marchés de la santé et de l'industrie, entre dans le Groupe en 2015[réf. souhaitée]. Le pôle Texen est de nouveau renforcé en 2016 par l'acquisition de Topline, spécialiste mondial des solutions packaging pour le marché de la cosmétique, et permet au Groupe de renforcer sa position sur les marchés Luxe & Beauté et de s'implanter en Chine[réf. souhaitée].
2018 est une année majeure dans l'histoire du groupe et marque un recentrage stratégique sur le seul métier du packaging pour servir les marchés Luxe & Beauté et Santé & Industrie ; ainsi, le Groupe réalise la cession de CGL Pack en juin 2018 au Groupe danois Faerch Plast et la scission du pôle Chimie de Spécialités avec l'introduction en bourse de sa filiale Baikowski en décembre 2018[réf. souhaitée].

## Secteurs d'activités
PSB Industries est présente sur les métiers de l'injection et du packaging avec des positions de leader[réf. souhaitée] sur les marchés Luxe & Beauté et Santé & Industrie.

## Actionnaires
| Nom               | Actions | %     |
| ----------------- | ------- | ----- |
| Union Chimique    | 971 188 | 26,4% |
| Entremont Family  | 926 459 | 25,2% |
| Provendis SA      | 800 056 | 21,8% |
| Public            | 953 822 | 26,0% |
| PSB Industries SA | 23 475  | 0,6%  |